# Římskokatolická farnost Teplice
Římskokatolická farnost Teplice (latinsky Teplicium) je společenství římských katolíků a dalších osob, kterým je křesťanství blízké, v Teplicích a okolí. Organizačně spadá do teplického vikariátu, který je jedním z deseti vikariátů litoměřické diecéze. Skládá se ze tří farností – děkanství Teplice v Čechách, Teplice-Šanov a Teplice-Trnovany. Od roku 1990 mají tyto farnosti coby právnické osoby shodnou duchovní správu – jsou spravovány teplickou komunitou salesiánů. Fakticky tyto tři de iure samostatné farnosti tvoří jedno společenství, farnost je proto někdy také nazývána „trojjedinou“.

## Historie farnosti

### Děkanství Teplice v Čechách
Nejstarší záznamy o duchovní správě v Teplicích odkazují ke středověkému farnímu systému. V Teplicích byl ženský benediktinský klášter založený okolo roku 1164 českou královnou Juditou Durynskou zasvěcený sv. Janu Křtiteli Chybí údaj o tom, kdy byla původní středověká farnost (plebánie) povýšena na děkanství. Nicméně muselo to být před rokem 1655, dříve než byla založena litoměřická diecéze a území Teplic spadlo pod pražskou arcidiecézi. Titul děkanství, které je odvozené od latinského decanus (zástupce deseti) v tomto případě znamená, že zde musel být větší počet kněží z nichž jeden byl děkan. Předpokládá to celou komunitu kněží, kteří se starali o oblast Teplic.

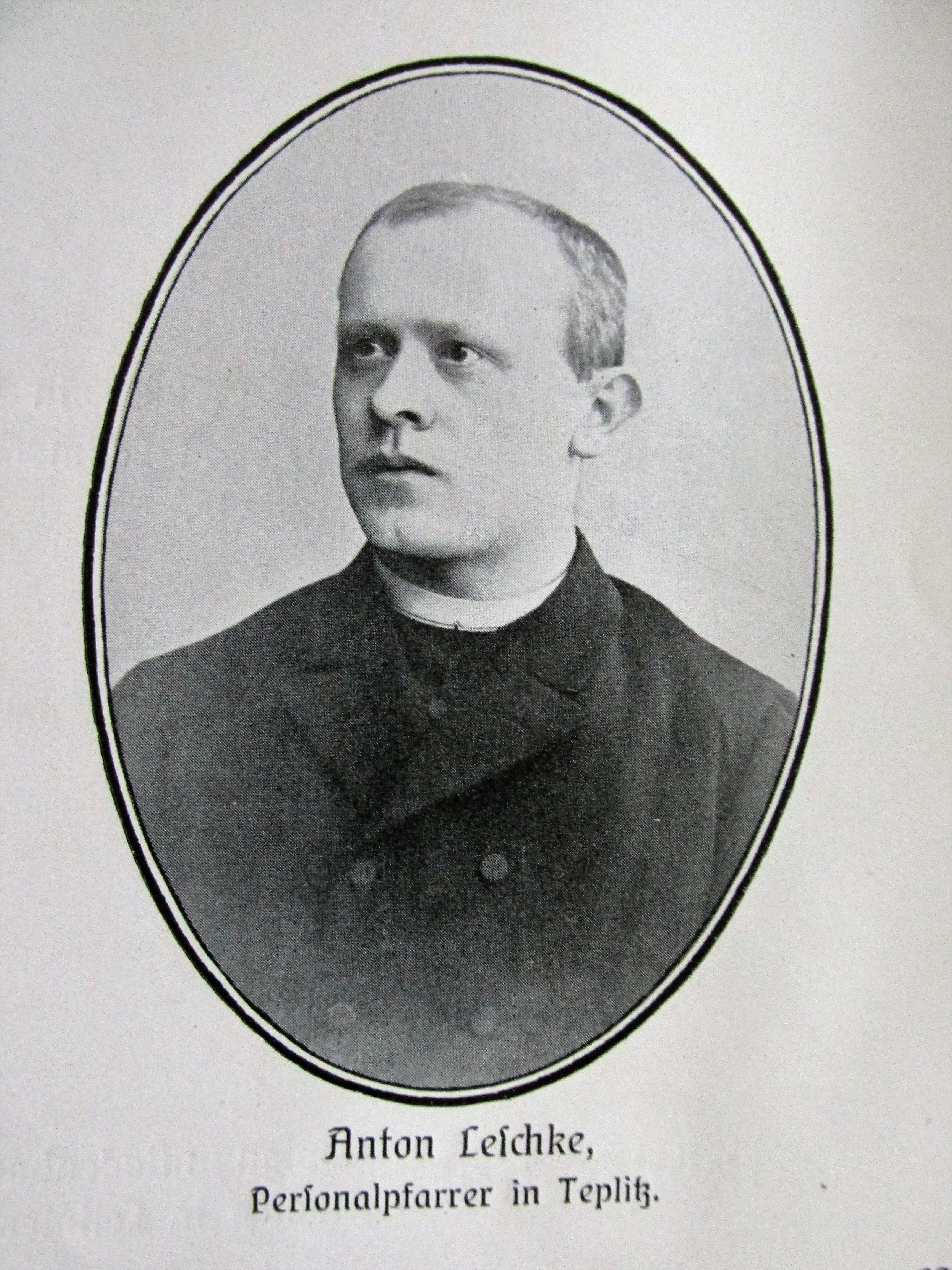
R.D. Anton Leschke, katecheta na měšťanské škole v Teplicích (od 1889) a osobní farář

Děkanský kostel svatého Jana Křtitele na Zámeckém náměstí v Teplicích je farním kostelem. Byl postaven v letech 1585–1594 na starších základech předchozího městského kostela. Stavba věže děkanského kostela byla dokončena roku 1594. V letech 1700–1703 byl kostel přestavěn, zvětšen a barokizován, další úpravy proběhly v letech 1789, 1877 a 1890.
Z farnosti pochází P. Benedikt Edmund Maria Viktor Radziwiłł OSB (6. září 1842, Teplice čp. 22 – 9. srpna 1895 klášter Beuren), syn Bohuslava Radziwiłła a Leontiny Františky Gabriely Kristýny z rodu Clary-Aldringenů. Dále např. salesián Josef Dolista či křižovník Josef Šedivý.

#### Teplické děkanství po roce 1655
Vedení matričních knih bylo zpravidla svěřováno kněžím. Pro Teplice jsou matriky zachovány již od roku 1635, tedy z období třicetileté války. Po jejím skončení nastala doba rekatolizace, při které tepličtí evangelíci prchali do Altenbergu, v jehož blízkosti si založili kolonii Georgenfeld. Rekatolizace severním Čechách přinesla v roce 1655 založení nové diecéze se sídlem v Litoměřicích. To mělo od té doby zásadní vliv na obsazování teplického děkanství kněžími, protože od tohoto okamžiku Teplice spadají pod litoměřickou diecézi, předtím náležely k arcidiecézi pražské.
Prvním děkanem pod správou nově vzniklé diecéze byl v roce 1660 Melchior Henricus Tschauder. Pocházel z Litoměřic. Studoval na gymnáziu v Broumově. Od roku 1652 byl duchovních správcem farnosti Stráž pod Ralskem odkud byl přeložen do České Kamenice a poté do Teplic. Projevil se jako významný sběratel knih, z nichž řada zachovala jeho Ex libris. Kromě něho se na teplickém děkanství nacházeli, jako již v předchozích staletích, další kněží většinou ve funkcích kaplanů. Farní kronika zachycuje, že po Tschauderovi nastoupil od roku 1665 Joannes Casp. Roggendorf, který zde působil 40 let. Po něm nastoupil v roce 1705 Joannes Mathias Proksch. Není jasné jak dlouho ten působil na teplickém děkanství, ale je známo, že jeho nástupce Joann. Christoph. Müller zemřel 30. srpna 1726. Nástupcem byl od téhož roku Joseph. Anton. Klaus, který ve službě v Teplicích vydržel 39 let. V roce 1765 nastoupil Godefridus Ettrich, kterého vystřídal v roce 1780 Karl May. Další teplické děkany zachycují již tištěné katalogy kléru, které byly od závěru 18. století vydávány a díky jimž jsou známa i základní životopisná data kněží. V roce 1796 nastoupil Anton Protze. Sloužil v Teplicích 48 let a když zemřel, trvalo to ještě dva roky než byl za 11. litoměřického biskupa Augustina Hilleho teplický děkanský stolec obsazen. Usedl na něj až v roce 1846 Wenc. Tobisch. V roce 1874 jej vystřídal Eduard Demus, kterého v roce 1890 nahradil Laurenz Rössel. Jako rodák z Jablonného v Podještědí patřil mezi menší donátory tamní bazilika sv. Vavřince a sv. Zdislavy, o čemž svědčí v bazilice nápis na vitraji, který oznamuje, že ji donoval Laurenz Rössel, děkan v Teplicích, narozený v Jablonném. Když se v roce 1912 po Rösselovi uvolnilo místo, nastoupil krátce jako mezitivní administrátor Adolf Frietsche, ale již záhy se stal teplickým děkanem Johann Baptista Wittenbrink. Po skončení II. světové války sdílel osud se svými farníky a během poválečného vysídlení Němců z Československa, kdy s odcházejícími farníky odcházeli i jejich kněží, k čemuž dal litoměřický biskup Antonín Weber povolení, a odešel do Německa.

#### Poválečný vývoj

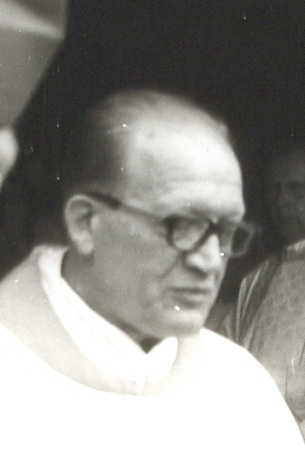
Tomáš Holoubek, duchovní správce v letech 1965–1966

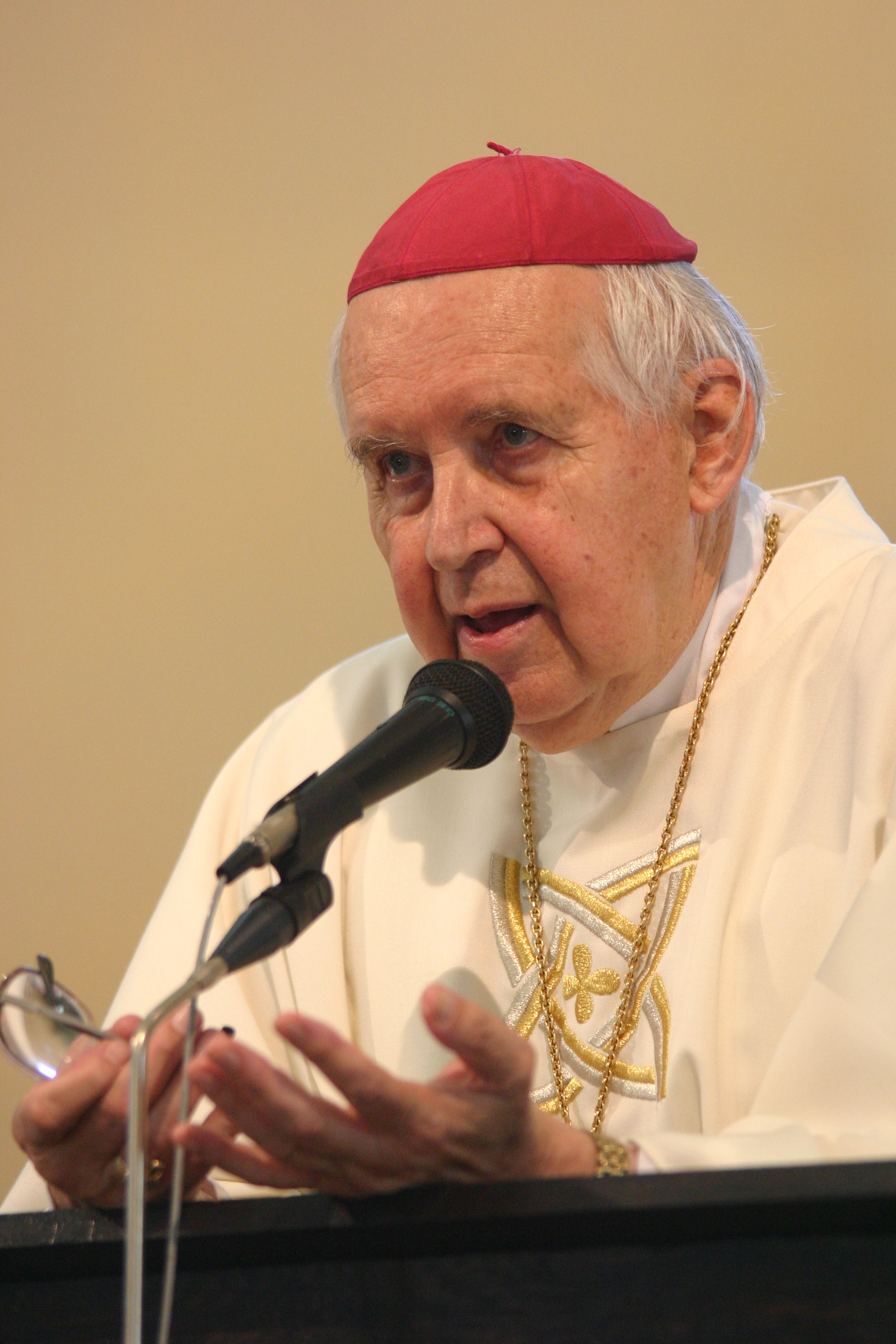
Biskup Josef Koukl, který v roce 1990 ustanovil do Teplic salesiány

Protože celý teplický region byl německy mluvící, bylo po poválečném vysídlení Sudetských Němců potřeba obsadit klíčové severočeské fary česky mluvícími kněžími, nastoupil na teplické děkanství od 1. října 1945 Bohumil Jelínek. V roce 1950 byl na tři roky internován v Želivi a posléze v Hájku u Prahy. Farnost po něm převzal taktéž antikomunisticky orientovaný farář ze Šanova Václav Hataš, avšak od března 1951 na děkanství nastoupil „pokrokový duchovní“ František Ondrouch, který zároveň spravoval excurrendo i farnost Teplice-Šanov. Vystřídal jej od 1. září 1960 František Kočička, který dostal od 1. června 1963 do duchovní správy ještě excurrendo farnost Teplice-Trnovany. Od 1. června 1965 nastoupil na teplické děkanství Tomáš Holoubek, který zároveň dostal excurrendo do správy i farnost Teplice-Trnovany. Po roce jej od 1. září 1966 na krátké období vystřídal Jan Peprla, který však byl po několika měsících odvolán a na jeho místo nastoupil opět František Ondrouch. Holoubek mezitím spravoval šanovskou a trnovanskou farnost. Stal se prvním duchovním správcem v dějinách, který spravoval všechny tři teplické farnosti, i když ne zároveň. Během zdejšího působení zachránil Holoubek v šanovské farnosti v letech 1967 a 1969 kostel sv. Alžběty v Teplicích-Šanově od demolice, kterou chystal komunistický režim pro jeho havarijní stav. V roce 1968 je biskup Štěpán Trochta, když se po návratu ze své internace znovu ujal vedení litoměřické diecéze, jmenoval svým generálním vikářem. František Ondrouch mezitím na teplickém děkanství vydržel až do své smrti, kdy jej vystřídal agilní člen Sdružení katolických duchovních Pacem in terris a agent StB Antonín Audy, který zároveň spravoval excurrendo i šanovskou farnost. Vedl obě farnosti i v období Sametová revoluce až do roku 1990. Několik měsíců před touto revolucí nastoupil do vedení litoměřické diecéze nově vysvěcený biskup Josef Koukl. Jemu připadla úloha porevoluční obnovy diecéze i jejích farností. Jednou z těchto úloh bylo také koncepční řešení pastorace všech tří teplických farností – teplického děkanství, Trnovan a Šanova. Rozhodl se tedy pro obsazení Teplic salesiány Dona Boska, kteří působili již v 70. letech 20. století v šanovské a trnovanské farnosti, ale dosud nepůsobili na teplickém děkanství.

#### Dřívější duchovní správci farnosti
Začátek působnosti jmenovaného v duchovní správě farnosti od:
Doložení středověcí faráři klášterní baziliky Panny Marie:
- ?–1433 Jošt[22]
- 3. 7. 1433–1434 Petr Flaška z Jílového[22]
- 1434—? opět Jošt (?)
- poté dlouhá léta nemáme o farnostech zmínky, neboť zde nejspíše působil utrakvistický farář[23]
- 1648 Matthias Oeller
- 1650 Elias Ignaz Reichel
- 1651 Georg Andrä
- 1659 Georg Reibstein
- 1660 Melchior Tschauder
- 1665 Joannes Casp. Roggendorf
- 1705 Joannes Mathias Proksch
- 1724 Joann Christoph Müller, † 30. 8. 1726
- 1726 Joseph. Anton. Klaus
- 1765 Godefridus Ettrich
- 1780 Car. May
- 1796 Anton. Protze (n. 24. února 1758 Schluckenau, o. 31. srpna 1788, † 15. prosince 1844)
- 1846 Wenc. Tobisch (n. 26. října 1788 Messcricens., o. 13. dubna 1814)
- 1874 Eduard. Demus (n. 2. června 1817 Kreibic., o. 25. července 1843, † 9. ledna 1890)
- 1890 Laurent. Rössel (10. srpna 1841 Jablonné v Podještědí,[24] o. 29. června 1866, † 20. ledna 1920[12])
- 1912 par. vacat admin. interc. Adolph. Frietsche
- 1. 3. 1912 Joann. Wittenbrink (16. listopadu 1873 Herbern (D),[12] o. 18. dubna 1901 Litoměřice, † 30. července 1951 Drenstenfurt[16])
- 1. 10. 1945 Bohumil Jelínek, admin. (23. září 1916, † 16. února 1980[25])
- 25. 7. 1950 Václav Hataš, admin.
- 1. 3. 1951 František Ondrouch, admin. (1951–56), děkan (od 1956) (8. října 1910 Břest,[26] † 30. srpna 1976[27])
  - 15. 1. 1953 ThDr. Dominik Vincenc, kaplan (* 1. prosince 1906, Písařov, o. 1930 Olomouc, + ???)
- 1. 9. 1960 František Kočička
- 1. 6. 1965 Tomáš Holoubek
- 1. 9. 1966 Jan Peprla
- 16. 1. 1967 František Ondrouch
- 1. 6. 1977 Antonín Audy
- 15. 7. 1990 Petr Němec, SDB, člen teplické salesiánské komunity
- 15. 10. 1993 Miroslav Maňásek, SDB, člen teplické salesiánské komunity
- 1. 11. 1997 Jozef Kujan SDB, člen teplické salesiánské komunity
  - 1. 2. 2005 – 6. 2. 2020 Benno Beneš SDB, člen teplické salesiánské komunity, farní vikář farnosti Teplice
- 1. 9. 2006 Stanislav Jonášek SDB, člen teplické salesiánské komunity
  - 1. 9. 2007 Jan Hurník, SDB, člen teplické salesiánské komunity, farní vikář, † 19. 12. 2018
- 1. 9. 2012 – 31. 8. 2018 Jan Blaha, SDB, člen teplické salesiánské komunity, admin.[28]
  - 1. září 2015 – 31. srpna 2024 P. Mgr. Petr Kalas, SDB (farní vikář, ředitel komunity salesiánů)
  - 1. čvc 2016 – 31. srpna 2024 P. Mgr. Michael Martinek, Th.D., SDB (farní vikář)

Kromě kněží stojících v čele farnosti, působili ve farnosti v průběhu její historie i jiní kněží. Většinou pracovali jako farní vikáři, kaplani, katecheté, výpomocní duchovní aj.

### Teplice-Šanov

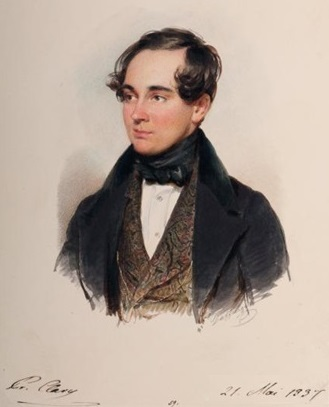
Edmund z Clary-Aldringenu, majitel teplického panství a podporovatel výstavby kostela v Šanově

Jedná se o typický příklad farnosti kanonicky založené ve 2. polovině 19. století v období rychle se rozvíjející industrializace. V litoměřické diecézi bylo v období let 1850–1900 takto založeno celkem 91 farností, což představuje čtvrtinu všech farností, které diecéze má. Jen v teplickém vikariátu to bylo 8 nových farností. Založení farnosti předcházelo zavedení matrik pro oblast Šanova, které se samostatně vedou již od roku 1792. V tomto období však nebyl počet obyvatel, které v Šanově žili tak velký, aby bylo potřeba zakládat samostatnou farnost. Situace se však začala měnit v polovině 19. století. Lázeňská obec Šanov (německy Schönau) při zvyšujícím se počtu obyvatel začala usilovat o povýšení na město. K tomu však bylo třeba podle rakousko-uherských zvyklostí, aby obec měla vlastní římskokatolický kostel. Jak šanovští radní, tak i majitel teplického panství Edmund Mořic z Clary-Aldringenu byli nakloněni myšlence postavit vlastní kostel. Ze zastupitelů obce se o tento cíl zasazovali zejména pánové Eckert, Christ a Simon.
V roce 1895 se Teplice spojily s lázeňským městem Šanov a dvojměstí dostalo nový německý název Teplitz-Schönau. Německý název Teplitz-Schönau se používal v letech 1895–1918, poté k němu přibyl i český název Teplice-Šanov a v letech 1945–1948 se používal jen Teplice-Šanov, poté už jen Teplice. Původní identitu města Šanova zachovala až do současnosti ve svém názvu pak již jen farnost Teplice-Šanov.
Z farnosti pochází P. PhDr. Hugo Hantsch OSB (* 15. ledna 1895 v Teplicích – Šanově; ord. 30. června 1918 v St. Pölten (A); † 6. března 1972 ve Vídni (A)).

#### Období správy farnosti diecézními kněžími

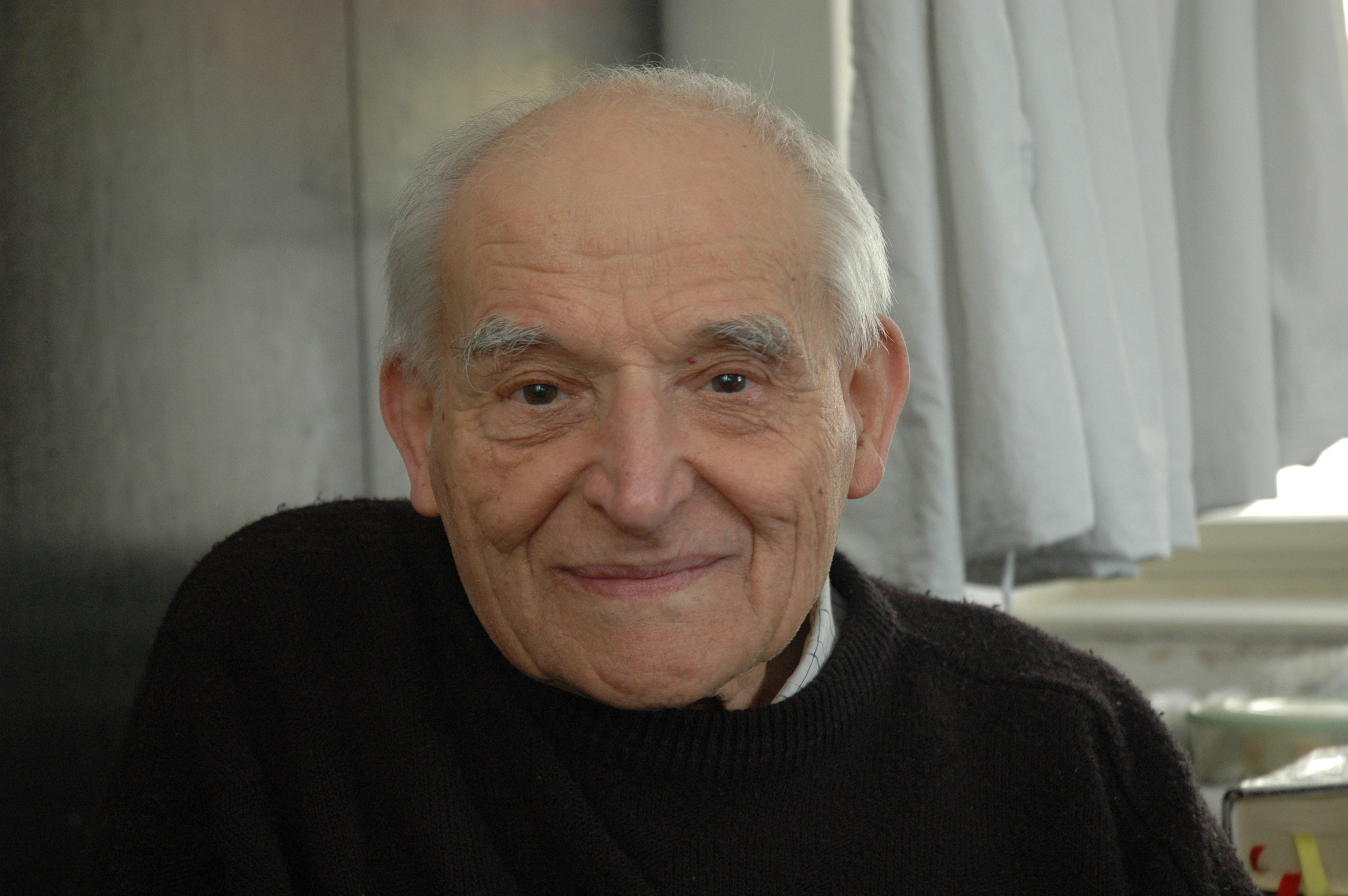
P. Jan Rob, SDB v 90. letech 20. století

Fara šanovské farnosti fungovala v pronajatých místnostech poblíž kostela na Zeyerově náměstí. Prvním farářem (lat. proto-parrochus) v nově vzniklé farnosti byl v roce 1893 Adolf Rudolf. Když farář Rudolf odešel z farnosti, na období jednoho roku v letech 1902–1903 nastoupil mezitivní duchovní správce teplický zámecký kaplan Wenzel Weinhart. Od roku 1903 byl šanovským farářem Edmund Tobisch.
Po druhé světové válce nebyla farnost zrušena. Duchovní správci šanovské farnosti bydleli většinou na teplickém děkanství a do šanovské farnosti docházeli. První z nich byl Václav Hataš, který se úřadu v šanovské farnosti ujal od 1. června 1948. V roce 1950 byly podle zákona farnosti odebrány matriky a předány na matriční úřad. Následné matriky byly již vedeny pouze pro potřeby duchovní správy nikoli pro státní správu.

#### Nástup salesiánů
Litoměřický biskup Štěpán Trochta byl salesiánem a při výkonu svého biskupského úřadu se jako spolupracovníky obklopil členy této kongregace. Zároveň také posílal salesiány na místa, která věděl, že jsou do budoucna perspektivní vzhledem k jejich charismatu, aby zde mohli žít komunitní život. Proto na teplické děkanství poslal, poté co si vzal do Litoměřic Holoubka, salesiána Jana Roba, který se od 1. února 1969 nastoupil do duchovní správy šanovské farnosti. Ve funkci jej od 1. srpna 1970 vystřídal další salesián Antonín Hladký SDB.
V pátek 5. dubna 1974 se v centru diecéze v Litoměřicích odehrála událost, která měla výrazný vliv i na další fungování salesiánů v Šanově. Ten den přijel k litoměřickému biskupovi Štěpánu Trochtovi církevní tajemník Dlabal a dožadoval se přemístění kněží, kteří projevovali přílišnou pastorační horlivost a přestupovali přesné pokyny úřadů ohledně náboženských styků s věřícími, zvláště s mládeží. To se týkalo především salesiánů. Po psychickém nátlaku jemuž však nepodlehl, se Trochta odebral do svého pokoje a druhý den 6. dubna 1974 v 15.15 přes usilovnou snahu lékařů zemřel zřejmě na výron krve do mozku. Následně se uzavírá první období působení salesiánů v šanovské farnosti, když k 1. květnu 1975 byl Antonín Hladký přeložen do farnosti Hodkovice nad Mohelkou a na jeho místo do Šanova přišel diecézní kněz Antonín Audy.
Následné patnáctileté období normalizace je spojené s duchovní správou vykonávanou diecézními kněžími. Antonín Audy pod dvou letech uvolnil místo a po něm přišel 1. června 1977 Pavel Zelina. Ten spravoval zároveň jak šanovskou, tak i trnovanskou farnost. Od 15. listopadu 1977 pak šanovskou farnost opět převzal Antonín Audy a vedl ji až do roku 1990. Několik měsíců před touto revolucí nastoupil do vedení litoměřické diecéze nově vysvěcený biskup Josef Koukl. Jemu připadla úloha porevoluční obnovy diecéze i jejích farností. Jednou z těchto úloh bylo také koncepční řešení pastorace všech tří teplických farností – teplického děkanství, Trnovan a Šanova.

#### Dřívější duchovní správci farnosti
Začátek působnosti jmenovaného v duchovní správě farnosti od:
- 1893 proto-par. (1. farář) Adolph. Rudolf, n. 16. 5. 1847 Philippsdorf., o. 21. 7. 1872
- 1902 par. vacat, admin. interc. Wenc. Weinhart
- 1903 Edm. Tobisch (20. května 1864 Platz, o. 27. května 1888, † 28. října 1937[12])
- 1. 7. 1938 Joann. Herkner, n. 16. 6. 1885 Platten, o. 11. 7. 1909, † 9. 5. 1948
- 1. 6. 1948 Václav Hataš
- 1. 3. 1951 František Ondrouch
- 15. 4. 1959 Ladislav Vybíral
- 1. 6. 1965 Tomáš Holoubek
- 1. 9. 1966 Jan Peprla
- 1. 2. 1967 Tomáš Holoubek
- 1. 2. 1969 Jan Rob, SDB
- 1. 8. 1970 Antonín Hladký, SDB
- 1. 5. 1975 Antonín Audy (n. 5. listopadu 1942, o. 26. června 1966, † 9. října 2010)
- 1. 6. 1977 Pavel Zelina (n. 26. prosince 1945, o. 28. června 1970, † 10. dubna 1980[33])
- 15. 11. 1977 Antonín Audy
- 15. 7. 1990 Petr Němec SDB, admin. exc. z děkanství Teplice v Čechách
- 1. 10. 1993 Miroslav Maňásek SDB, admin. exc. z děkanství Teplice v Čechách
- Po roce 1990 jsou administrátory excurrendo zpravidla administrátoři teplického děkanství.

### Teplice-Trnovany
Jedná se o historicky nejmladší farnost litoměřické diecéze. Tomuto zřízení farnosti však předcházela dlouhá cesta. Trnovany byly původně zemědělskou vesnicí s usedlostmi soustředěnými kolem návsi, která bývala v místech dnešní ulice U Červeného kostela, a s několika rybníky. Mezi Trnovany a Teplicemi se nacházel knížecí pivovar. Od poloviny 19. století se charakter obce začal prudce měnit. Byla sem zavedena železnice, začalo být dostupné uhlí a volné plochy přilákaly mohutný rozvíjející se průmysl. To přilákalo i nové obyvatelé jejichž počet stoupal během dalších čtyřiceti let a v roce 1900 žilo v Trnovanech přes 12 tisíc obyvatel. V obci Trnovany se konaly pravidelné trhy a s Teplicemi a Dubím ji spojovala tramvajová linka. Obci však chyběl římskokatolický kostel. Proto zde v roce 1895 vznikl Spolek pro stavbu kostela, který začal na nový kostel konat sbírky. Na rozdíl od předchozí praxe, kdy kostely stavěli většinou majitelé panství, kteří platili stavbu a chápali je jako svá zařízení, zde již nastoupila praxe průmyslového věku, kdy kostely byly stavěny ze sbírek věřících. Díky darům věřících tedy mohla být koncem v roce 1907 zahájena stavba farního kostela Božského srdce Páně lidově zvaného podle barvy keramického obkladu „Červený kostel“. Byla vybrána lokalita na někdejší návsi, na centrální křižovatce s Císařskou, dnes Masarykovou třídou. Trnovanský „Červený kostel“ kostel byl dokončen a vysvěcen 24. října 1909. Nemohl se však v té době stát kostelem farním, protože v Trnovanech samostatná farnost v té době neexistovala. Hlediska duchovní správy kostel v Trnovanech nemohl hrát klíčovou roli např. při uzavírání manželství apod. Se vším bylo nutné chodit na teplické děkanství. Značný počet obyvatel, keramický průmysl, tramvaj, školy, kostely a další veřejné instituce vedly k tomu, že v roce 1910 byly Trnovany povýšeny na město, k čemuž potřebovaly vlastní katolický kostel.

#### Trnovany a biskup Weber

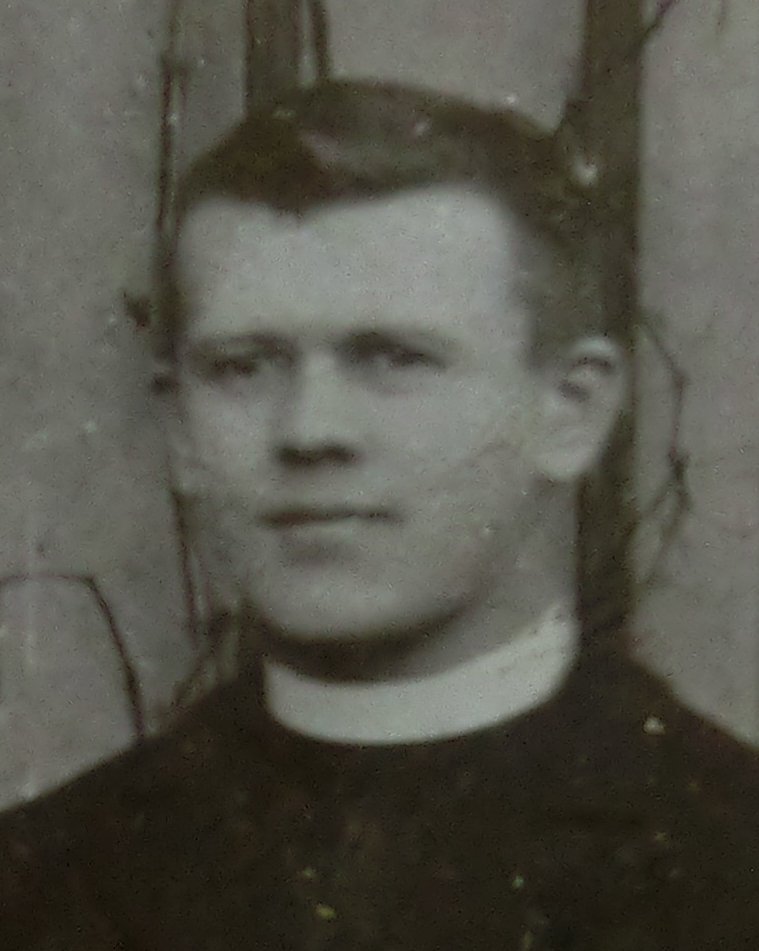
Antonín Weber v roce 1907

Během následujících desetiletí se obě města, Teplice a Trnovany, začaly dále rozrůstat a spolu se přibližovat to té míry, že došlo k jejich sloučení. Význam Teplic jako historického města byl větší a Trnovany, od jejichž povýšení na město neuběhla historicky dlouhá doba, ztrácely na významu. Litoměřický biskup Antonín Weber však přesto v roce 1940 kanonicky zřídil samostatnou římskokatolickou farnost Teplice-Trnovany. Povýšil tak trnovanský „Červený kostel“ na kostel farní (německy Römisch-katholische Pfarrkirche – „Rote Kirche“). Biskup Weber znal Teplice a místní poměry velmi dobře, protože když se vrátil po svých studiích v Římě, kde byl také vysvěcen na kněze, začal na podzim roku 1901 pracovat jako kaplan v Teplicích. I když je dnes těžké odhalit všechny důvody, které Webera vedly k založení nové farnosti v Teplicích uprostřed válečného období, většinou se tak děje, aby v určité části města sídlil kněz a lidé nemuseli chodit ke svému duchovnímu správci dlouhou cestu, nová samostatná farnost se v Trnovanech stala realitou. Znamenalo to také zavedení matričních knih, které měly jak občansko-právní význam, tak zároveň i kanonicko-právní. V době založení farnost neměla faráře, a i když existovala, byl zde ustanoven kněz Josef Herrmann jen jako mezitivní administrátor. Josef Herrmann zde vydržel v této funkci až do skončení II. světové války, kdy jej krátce nahradil farář Adolf Zöckel. Oba tito kněží odešli během poválečného vysídlení Němců z Československa, kdy s odcházejícími farníky odcházeli i jejich kněží, k čemuž dal biskup Weber povolení. Biskup Weber tedy do Trnovan ustanovil za faráře českého kněze Jana Koláře , který v Trnovanech vydržel až do 10. března 1951, kdy stál již v čele diecéze salesián biskup Štěpán Trochta. V roce 1950 byly podle zákona farnosti odebrány matriky a předány na matriční úřad. Následné matriky byly již vedeny pouze pro potřeby duchovní správy nikoli pro státní správu.

#### Vývoj po únoru 1948

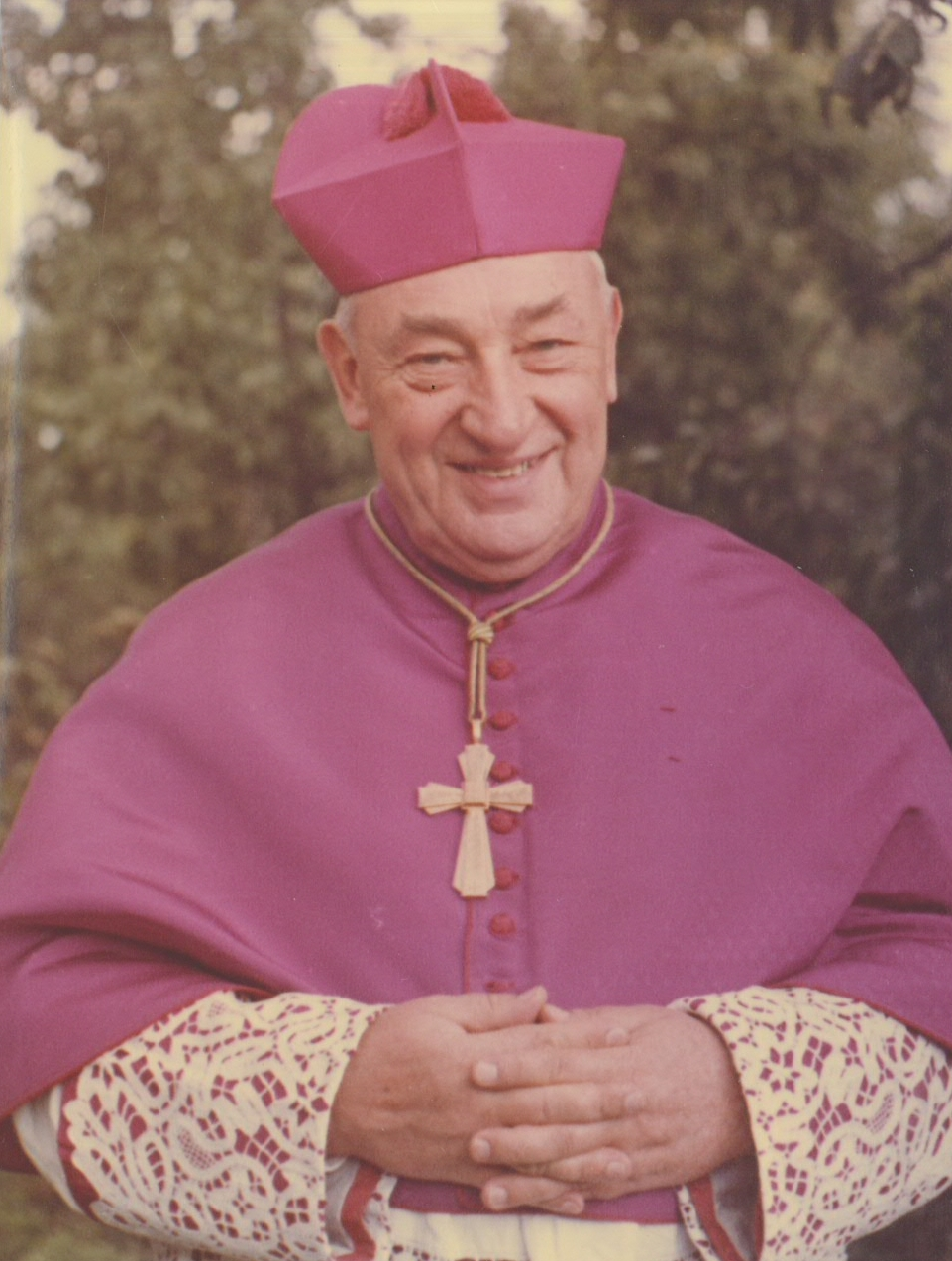
Kardinál Štěpán Trochta

Následující období po únorovém puči v roce 1948 postihlo nejen trnovanskou farnost, ale i celou duchovní správu v litoměřické diecézi. Projevilo se to častým střídáním duchovních ve farnostech. V Trnovanech vystřídal Jana Koláře od března 1951 Miloš Šandera z brněnské diecéze. Šandera byl po roce přeložen do farnosti Židovice. Následně jej státní komunistická moc zatkla a Státní soud v Brně jej 12. listopadu 1952 odsoudil k 17 letům vězení. Amnestován byl až 9. května 1960. Stal se tak jedním z mnoha kněží perzekvovaných komunistickým režimem. Po Šanderovi nastoupil Ferdinand Emmanuel Kramář, který byl původně kapucínem v klášteře v Roudnici nad Labem. Zde na začátku května 1950, když komunisté ve třetí vlně likvidační akce K obsazovali mužské kláštery, byla Kramářovi zřejmě nabídnuta možnost působit jako diecézní kněz. Jednou z těchto farností byly i Trnovany, kde působil až do 26. září 1953. Mezitím byl 16. ledna 1953 v Litoměřicích zatčen biskup Trochta a kněží ztratili kontakt se svým pastýřem. Obsazování farností připadlo do pravomoci prorežimního kapitulního vikáře Eduarda Olivy, který ustanovil do duchovní správy trnovanské farnosti Františka Jániše. Jeho nástupcem byl Ladislav Vybíral a od 1. června 1963 František Kočička. Od 1. června 1965 začal své působení v Trnovanech a také na teplickém děkanství a ve farnosti Teplice-Šanov Tomáš Holoubek. Když se biskup Trochta v roce 1968 po své internaci znovu ujal vedení litoměřické diecéze, jmenoval Holoubka svým generálním vikářem. Na jeho místo do Trnovan Trochta jmenoval salesiána Jana Roba. Po roce jej vystřídal další salesián Antonín Hladký. Oba tito salesiáni zároveň vykonávali duchovní správu i ve farnosti Teplice-Šanov, ale nebyli ustanoveni na teplickém děkanství. V 70. letech 20. století přešel z šanovského kostela sv. Alžběty do „Červeného kostela“ chrámový sbor, který čítal 30 členů. K tomu zde ještě přibyl i 24členný dětský sbor. První období působení salesiánů v trnovanské farnosti se uzavírá, když k 1. květnu 1975 byl Antonín Hladký přeložen do farnosti Hodkovice nad Mohelkou a na jeho místo do Trnovan přišel diecézní kněz Antonín Audy.

#### Období normalizace

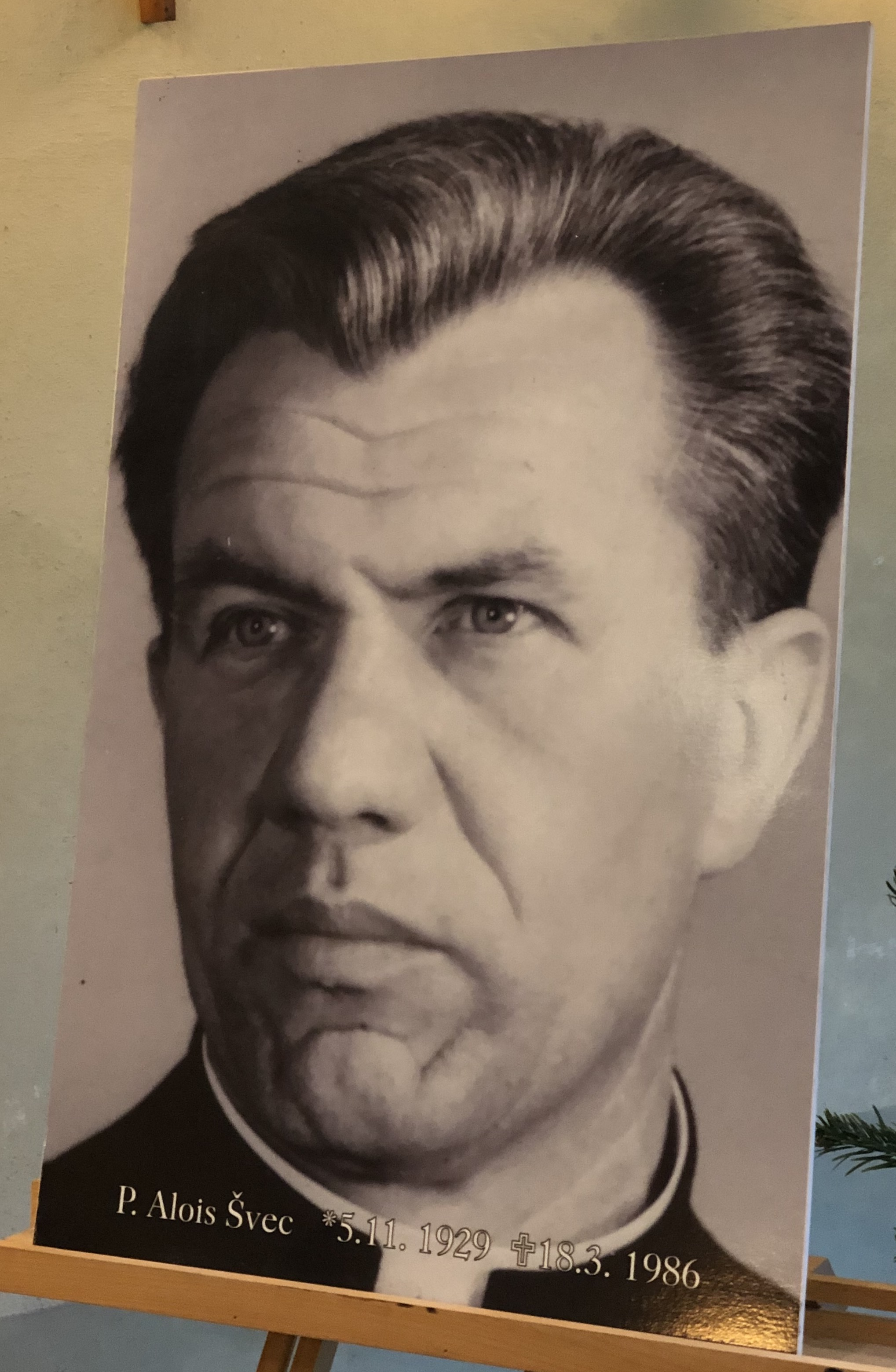
Salesián Alois Švec

Následné období normalizace, která probíhala v 70. letech 20. století v tehdejším Československu se projevila i v duchovní správě farností, trnovanskou nevyjímaje. Církev měla podruhé v socialistickém státě velmi ztížené působení, i když pronásledování nebylo tak urputné jako v 50. letech. Po dvouletém působení Antonína Audyho nastoupil do Trnovan jako duchovní správce Pavel Zelina, který předtím působil ve farnosti Libčeves. K návratu salesiánů do Trnovan došlo r. 1981 v osobě bývalého politického vězně komunistického režimu salesiána Aloise Švece, který přišel z blízké farnosti Modlany, kde předtím vlastnoručně zrestauroval zchátralý kostel i faru. „Odměnou“ za tuto námahu v Modlanech mu bylo, jak bylo tehdejší normalizační praxí, přeložení. Ovšem modlanskou farnost nadále spravoval excurrendo. Komunistický režim se snažil aktivní kněze zavalit takovým množství udržovacích prací, aby jim nezbýval čas na práci s lidmi. Výsledkem jeho pracovního nasazení a stresu při opravách kostelů byl zřejmě nádor na mozku v jehož důsledku zemřel. Po něm se stal administrátorem trnovanské farnosti další bývalý politický vězeň komunistického režimu redemptorista Jiří Kabát. Několik měsíců před Sametovou revolucí se vedení litoměřické diecéze ujal nově vysvěcený biskup Josef Koukl, jemuž připadla úloha porevoluční obnovy diecéze a jejích farností. Ten krátce po revoluci svěřil duchovní správu všech teplických farností nově ustanovené komunitě salesiánů a poslal Jiřího Kabáta na jeho poslední pastorační místo do Kadaně.

#### Farnost po roce 1989
Sídlo farnosti na Thámově ulici č. 10 spolu s farní agendou bylo přeloženo na teplické děkanství na Zámecké náměstí č. 9, ale dům v Trnovanech zůstal v majetku trnovanské farnosti. Využívá ho pro svou činnost Charita Teplice.

#### Dřívější duchovní správci farnosti
- 1940   par. vacat, admin. interc. Josef Herrmann (6. srpna 1907 v Schönborn, o. 29. června 1931 Litoměřice, † 10. listopadu 1981 Bad Mergentheim, Německo)[16]
- 31. 10. 1945 Adolf Zöckel (n. 5. ledna 1898 Mikulášovice, o. 25. června 1922 Litoměřice, † 22. března 1967 Peuerbach, Rakousko)[16]
- 15. 1. 1946 Jan Kolář (13. prosince 1911, † 15. ledna 1973[43])
- 10. 3. 1951 Miloš Šandera
- 1.  5. 1952 Ferdinand Emmanuel Kramář (n. 1912, † 1994)
- 26. 9. 1953 František Jániš (7. května 1915, o. 29. června 1940, † 23. ledna 1985)[43]
- 19. 3. 1959 Ladislav Vybíral (n. 26. června 1923, o. 5. července 1947, †28. září 1986)[44]
- 1. 6.  1963 František Kočička
- 1. 6.  1965 Tomáš Holoubek
- 1. 2.  1969 Jan Rob SDB
- 1. 8.  1970 Antonín Hladký SDB
- 1. 5.  1975 Antonín Audy
- 1. 6.  1977 Pavel Zelina (n. 26. prosince 1945, o. 28. června 1970, † 10. dubna 1980)[12]
- 15. 10. 1981 Alois Švec (n. 5. listopadu 1929 Litovel, o. 23. října 1963, † 18. března 1986 Modlany)
- 1. 7.  1987 Jiří Kabát, CSsR. (administrátor)
- 1. 7.  1990 Miroslav Maňásek SDB
- Po roce 1990 jsou administrátory excurrendo zpravidla administrátoři teplického děkanství.

### Společné dějiny po roce 1989
Farnost je od roku 1990 spravována komunitou salesiánů – v tomto roce přišli do Teplic P. Miroslav Maňásek SDB z Kadaně a P. Petr Němec SDB ze Sobotky, na podzim pak přišel z České Kamenice P. Jan Rob SDB. Praxe od té doby je taková, že většinou je administrátor teplického děkanství zároveň administrátorem excurrendo šanovské a trnovanské farnosti. Přesto se však stále jedná o tři samostatné farnosti v jednom městě, které se však navenek prezentují jako jedno společenství. Salesiáni působili v Teplicích již dříve – v roce 1968 zde nakrátko vznikla komunita, která však byla za normalizace rozpuštěna, každý salesián byl poslán na jinou faru. V tomto období zde působili např. Jan Rob, Antonín Hladký, Jaroslav Čuřík nebo Ferdinand Plhal. Od roku 1991 je vydáván Farní zpravodaj, v roce 1996 vycházel v nákladu 300 až 400 výtisků měsíčně. Roku 1993 odešel P. Němec na misie do Bulharska, na jeho místo přišel P. František Pospíšil SDB.
K roku 1996 působil v teplickém farním obvodu mimo tříčlenné komunity salesiánů ještě jáhen Ing. Vilém Vraný, který sloužil během týdne bohoslužby slova v šanovském kostele sv. Alžběty, a v Kostomlatech byl na odpočinku P. Emmanuel Kindermann OFM Cap. Náboženství bylo vyučováno na dvou školách, v dětské lázeňské léčebně a na faře. Jednou za týden probíhaly schůzky mládeže, jednou za dva týdny farní společenství, kde se mimo duchovního a společenského programu řešily i technické věci ohledně chodu farnosti. V říjnu 1996 hostila teplická farnost XIX. diecézní setkání mládeže.
V roce 1997 působily v teplických farnostech dva chrámové sbory – Brixiho komorní soubor Teplice (BKST) vedený Bohuslavem Ostroveršenkem, příležitostně vystupující v děkanském kostele sv. Jana Křtitele, a chrámový soubor sídlící a občasně vystupující v trnovanském kostele, dále pak i ve sv. Janu Křtiteli, ve sv. Alžbětě v Šanově, ale i v okolních obcích, např. v Bohosudově a Oseku. 
Budova děkanství byla z dezolátního stavu opravena v roce 1997, aby mohla být využívána jak k potřebám komunity salesiánů, tak pro účely salesiánského střediska mládeže. Náklady na rekonstrukci činily okolo tří milionů korun, část přispěla Salesiánská provincie Praha a německé organizace Kirche in Not a Renovabis (ta přispěla 0,9 milionu korun). Naopak stát na opravu této barokní kulturní památky nepřispěl.

## Duchovní a materiální správcové farnosti

### Současní
- od 1. září 2018 P. Ing. Mgr. Radomír Kuchař, SDB (administrátor, vězeňský kaplan ve věznici Bělušice)
  - od 1. září 2017 P. Mgr. Tomáš Mareš, SDB (farní vikář)
  - od prosince 2022 P. Mgr. Vojtěch Glogar, SDB (farní vikář)
  - od 1. září 2022 P. Mgr. Ing. Ladislav Nádvorník, SDB (farní vikář, farář ve farnosti Lovosice)
  - od 1. září 2024 P. Mgr. Jan Blaha, SDB (farní vikář, ředitel komunity salesiánů)
  - od 1. září 2024 P. Mgr. Jaroslav Fogl, SDB (farní vikář)

## Území farnosti
Děkanství
Do farnosti náleží území obce:
- Bystřany (Wistersschan,[9] Wisterschan[49])[p 4]
- Kladruby (Kradrob)[p 4]
- Nová Ves (Neudörfl,[9] Neudörfel[49])[p 4]
- Prosetice (Prosetitz)[p 4]
- Řetenice (Settenz)[p 4]
- Světice (Zwettnitz,[9] Zwetnitz[49])[p 4]
- Teplice (Teplitz)[p 4]
- Újezdeček (Kleinaujezd,[9] Klein Augezd[49])[p 4] varianta Malý Újezd

Šanov
Do území farnosti patří pouze území města Šanov, které bylo v roce 1985 sloučeno s Teplicemi.
Trnovany
Do farnosti patří pouze území města Trnovany, které bylo v minulosti sloučeno s Teplicemi.

### Kostely a kaple na území farnosti
| Kostel                                                    | Místo             | Bohoslužby                         | Zeměpisné souřadnice             | Poznámka                                   |
| Děkanství                                                 | Děkanství         | Děkanství                          | Děkanství                        | Děkanství                                  |
| --------------------------------------------------------- | ----------------- | ---------------------------------- | -------------------------------- | ------------------------------------------ |
| Kostel sv. Jana Křtitele                                  | Teplice           | bližší informace o bohoslužbách    | 50°38′16″ s. š., 13°49′39″ v. d. | děkanský kostel                            |
| Kaple Neposkvrněného početí Panny Marie (Beuronská kaple) | Gymnázium Teplice | bližší informace o bohoslužbách    | 50°38′14″ s. š., 13°49′19″ v. d. | oratorium ve vlastnictví Gymnázia Teplice  |
| Kaple Neposkvrněného Početí Panny Marie                   | Bystřany          | bližší informace o bohoslužbách    | 50°37′43″ s. š., 13°51′51″ v. d. | kaple                                      |
| Kaple sv. Floriána                                        | Úpořiny           | bližší informace o bohoslužbách    | 50°36′56″ s. š., 13°52′28″ v. d. | kaple                                      |
| Kaple Nalezení sv. Kříže (Seumeho kaple)                  | Teplice           | bližší informace o bohoslužbách    | 50°38′24″ s. š., 13°49′53″ v. d. | kaple ve vlastnictví města Teplice         |
| Kaple Povýšení sv. Kříže                                  | Teplice           | Slouží potřebám pravoslavné církve | 50°38′14″ s. š., 13°49′33″ v. d. | zámecká kaple ve vlastnictví města Teplice |
| Kaple sv. Antonína                                        | Nová Ves          | bližší informace o bohoslužbách    | 50°37′36″ s. š., 13°49′6″ v. d.  | obecní kaple                               |
| Kaple sv. Petra a Pavla                                   | Kladruby          | bližší informace o bohoslužbách    | 50°36′53″ s. š., 13°49′34″ v. d. | obecní kaple                               |
| Komunitní kaple                                           | Teplice           | bližší informace o bohoslužbách    | 50°38′16″ s. š., 13°49′36″ v. d. | oratorium teplických salesiánů             |
| Kaple Panny Marie Loretánské                              | Teplice           | Nelze sloužit                      | 50°38′10″ s. š., 13°49′25″ v. d. | v roce 1929 zbořená kaple                  |
| Kaple Vzkříšení Páně                                      | Teplice           | Nelze sloužit                      | 50°38′24″ s. š., 13°49′14″ v. d. | v 70. letech 20. století zbořená kaple     |
| Šanov                                                     |                   |                                    |                                  |                                            |
| Kostel sv. Alžběty Uherské                                | Teplice-Šanov     | bližší informace o bohoslužbách    | 50°38′33″ s. š., 13°50′16″ v. d. | farní kostel                               |
| Trnovany                                                  |                   |                                    |                                  |                                            |
| Kostel Nejsvětějšího Srdce Páně                           | Teplice-Trnovany  | bližší informace o bohoslužbách    | 50°39′6″ s. š., 13°50′24″ v. d.  | farní kostel                               |

Na území tří teplických farností se nacházejí také další drobné sakrální stavby a pamětihodnosti.

## Farní obvod
Z důvodu efektivity duchovní správy byl vytvořen farní obvod (kolatura) sestávající z přidružených farností spravovaných excurrendo z děkanství v Teplicích. Jsou jimi farnosti:
1. Římskokatolická farnost Kostomlaty pod Milešovkou
2. Římskokatolická farnost Křemýž
3. Římskokatolická farnost Modlany
4. Římskokatolická farnost Radovesice
5. Římskokatolická farnost Světec u Bíliny
6. Římskokatolická farnost Teplice-Šanov
7. Římskokatolická farnost Teplice-Trnovany